# Epimecyntis
Epimecyntis é um gênero de traça pertencente à família Agonoxenidae.